# ماريو إيغيمان
ماريو إيغيمان (مواليد 24 يناير 1981 في بروغ - سويسرا) لاعب كرة قدم سويسري يلعب حاليا لصالح نادي الدرجة الأولى هانوفر الألماني منذ 2008 في مركز قلب الدفاع .

## مسيرته الكروية
لعب ماريو إيغيمان خلال مسيرته الاحترافية مع 4 أندية في سبعة عشر موسمًا وسجل خلالها 23 هدفًا ضمن 362 مباراة. ولم يفز بأي موسم بالكأس أو بالدوري.
خاض ماريو إيغيمان مسيرته مع نادي آراو في موسم 1998–99 ليلعب معه أربعة مواسم، مشاركًا في 75 مباراة سجل خلالها هدفين. ثم انتقل إلى نادي كارلسروه في موسم 2002–03 ليلعب معه ستة مواسم، حيث شارك في 176 مباراة سجل خلالها 18 هدفًا. لينتقل بعدها إلى نادي هانوفر 96 في موسم 2008–09 ليلعب معه خمسة مواسم، مشاركًا في 94 مباراة سجل خلالها هدفين. ثم انتقل إلى نادي يونيون برلين في موسم 2013–14 ولمدة موسمين، مشاركًا في 17 مباراة سجل خلالها هدفًا واحدًا.

## روابط خارجية
- ماريو إيغيمان على موقع الاتحاد الدولي (مؤرشف)  (الإنجليزية)
- ماريو إيغيمان على موقع قاعدة بيانات كرة القدم.إي يو (الإنجليزية)
- ماريو إيغيمان على موقع بيانات كرة القدم. دي إي (الألمانية)
- ماريو إيغيمان على موقع ليكيب (الفرنسية)
- ماريو إيغيمان على موقع ناشيونال فوتبول تيمز (الإنجليزية)
- ماريو إيغيمان على موقع Soccerway.com (الإنجليزية)
- ماريو إيغيمان على موقع عالم كرة القدم.نت (الإنجليزية)
- ماريو إيغيمان على موقع كووورة
- ماريو إيغيمان على موقع AS.com (الإسبانية)